# Fulvio Sodano
Fulvio Sodano (Napoli, 9 marzo 1946 – Palermo, 27 febbraio 2014) è stato un prefetto italiano, impegnato in Sicilia nella lotta alla mafia.

## Biografia
Laureatosi in giurisprudenza nell'aprile del 1970, vince un concorso pubblico per Consigliere di Prefettura e viene assegnato alla Prefettura di Brescia nel 1972. In quegli anni è anche commissario straordinario in alcuni comuni della provincia.
Dal 1979 al 1981, Sodano è a Roma a ricoprire diversi incarichi ma nel 1982 viene richiamato a Brescia con le funzioni di Capo di Gabinetto del prefetto e vi rimane per circa due anni, finché viene trasferito a Caserta per motivi familiari.
Alla prefettura di Caserta rimane fino al 1990, in questa sede gestisce numerosi comuni tra cui Mondragone, Lusciano e Orta di Atella. Quindi viene trasferito a Palermo, dove ricopre incarichi di commissario straordinario in alcuni comuni sciolti per mafia: Bagheria, Altavilla Milicia, Capaci subito dopo la strage, Palma di Montechiaro nell'agrigentino (quest'ultimo non per motivi di mafia) ed è anche vicecommissario prefettizio a Catania. Intanto, a Palermo, ricopre ruoli superiori: è viceprefetto e poi viceprefetto vicario. Mentre svolge la funzione di commissario a Bagheria arriva a fine 2000 la nomina a Prefetto di Trapani da parte del Governo Amato II.
Nella Prefettura di Trapani si è speso particolarmente in questioni riguardanti i beni confiscati alla mafia e, a questo proposito, il 26 luglio 2003 ha stipulato la "Carta degli impegni libera terra Trapani", documento che consente di velocizzare le procedure di confisca dei beni ai mafiosi e di incidere tangibilmente sull'impoverimento del loro patrimonio. L'11 luglio 2003 è nominato dal Governo Berlusconi II prefetto di Agrigento, ed è sostituito a Trapani dall'ex questore Giovanni Finazzo. Lo resta fino al pre-pensionamento per motivi di salute nel gennaio 2005.
È scomparso nel 2014 all'età di 67 anni per SLA.